# Pakistans historia
Den här artikeln om Pakistans historia behandlar det område som idag utgörs av staten Pakistan. För perioden fram till självständigheten 1947 se även Indiska subkontinentens historia. För relationen till Indien se Konflikten mellan Indien och Pakistan.
I Indusdalen i nuvarande Pakistan uppstod en av världens tidiga högkulturer kring år 2600 f.Kr. Under årtusendena därefter ingick området i en rad olika imperier. Från 1858 var det en del av Brittiska Indien, som 1947 delades i de två självständiga staterna Indien och Pakistan. Staten Pakistan omfattade inledningsvis även det område som 1971 bröt sig ut i form av den självständiga staten Bangladesh.

## Förhistoriska tiden

### Soaniska kulturen
Den soaniska kulturen fanns i området under äldre stenåldern (paleoliticum ca. 500 000 till 125 000 f.Kr). Den är benämnd efter Soandalen nära det moderna Rawalpindi, Lämningar från soanisk kultur finns på flera platser i Siwalikbergen som löper mellan Himalaya och det sydliga slättlandet hela vägen mellan Indus och Brahmaputra.  Bland de arkeologiska fynden finns olika typer av stenverktyg, bland annat handyxor. De förmoderna människor som bodde i regionen under den här tiden var inte Homo sapiens utan Homo erectus.[källa behövs]

### Mehrgarh
Under yngre stenåldern (neoliticum) och kopparåldern fanns Mehrgarh-civilisationen på Kachiplatån i Baluchistan. En utgrävning 1974 visade att det förekommit jordbruk (bland annat odlades korn och vete), boskapsskötsel (får, getter, kor) och i området redan under perioden 7000–5500 f.Kr. Den visade också att de tidiga bosättarna bodde i lerhus. Under senare delen av eran (5500–2600 f.Kr) finns tecken på att bosättarna i ökad grad ägnade sig åt olika hantverk och att de hade kunskapen att kunna laga tänder. Platsen ligger vid huvudvägen mellan nuvarande Afghanistan och Indusdalen, och det antas att sträckan mycket tidigt varit en del av en längre handelsväg mellan Västasien och den indiska subkontinenten. Likheter hos fynden tyder på att det redan före 5500 f.Kr. fanns någon sorts förbindelse mellan Mehrgarh och Mesopotamien.

### Induskulturen

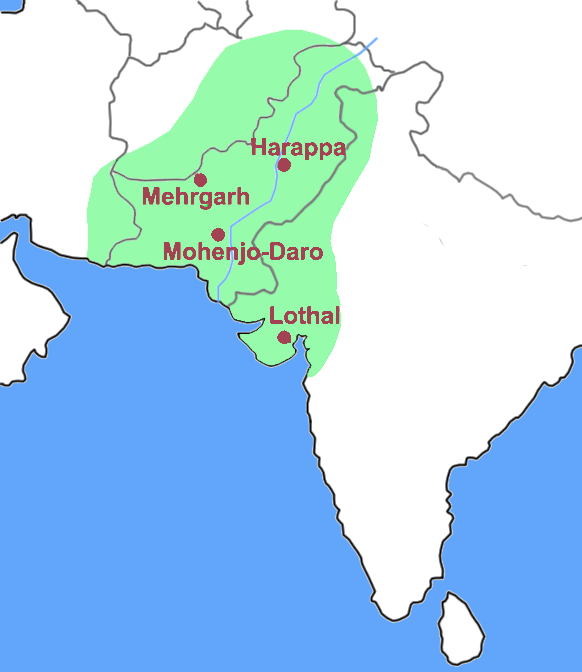
Induskulturens utbredning.

I Indusdalen uppkom den första mer utvecklade civilisationen i Pakistan-regionen. Civilisationen sträckte sig även över Sarasvati, och kallas därför ofta för Indus-Sarasvati. Tidsmässigt kan civilisationen dateras till 3300-1700 före Kristus. Betydande städer under denna tid var Harappa, Dholavira, Kalibangan, Lothal, Mohenjo-daro och Rakhigarhi. 2500-2000 före Kristus fanns också Kullikulturen i södra Balochistan, vilka hade liknande bosättningar som i andra delar av Indusdalen.[källa behövs]

### Den ariska invasionen
I början av andra årtusendet före Kristus migrerade stammar från Centralasien och stäpperna i södra Ryssland till regionen. De bosatte sig mellan Kabulfloden och Övre Ganges-Yamuna-floden. Nutida forskare menar att dessa ariska grupper kom in i landet gradvis och att de inte var inriktade på något fientligt maktövertagande. 

## Tidig historia

### Antiken
Den vediska civilisationen (1500–500 f.Kr), skapad av indoarierna, lade grunden till hinduismen som kom att bli djupt förankrad även i dagens Pakistan. Under den vediska eran skrevs Rig Veda och grunderna för hinduismen lades. Staden Taxila nära nuvarande Rawalpindii norra Pakistan blev under den här tiden centrum i riket Ganhdara.[källa behövs]
Därefter styrdes området av en rad storriken, till exempel akemenidiska Perserriket från cirka 519 f.Kr. Slätterna runt Indus formade de mest befolkade och rika satrapierna i det Akemenidiska kejsardömet i nästan 200 år, från Dareios I:s regim (522–485 f.Kr.). Dess arv påverkade regionen till exempel införandet av arameiska skrivtecken, som akemeniderna använde för det persiska språket, men efter slutet av det akemenidiska styret blev kharosthiska och grekiska skrivtecken mer populära.[källa behövs]

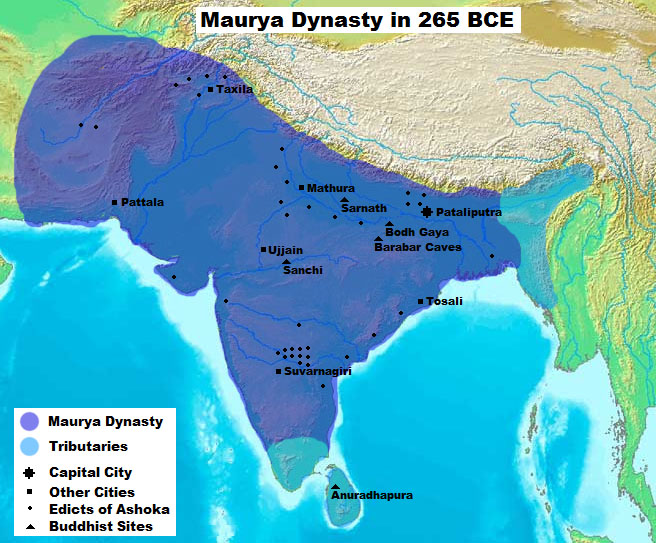
Mauryariket cirka år 265 f.Kr. Riket sträcker sig från Afghanistan till Bangladesh/Assam och från Centralasien (Afghanistan) till Tamil Nadu/södra Indien.

Alexander den store erövrade området år f.Kr. Efter Alexanders död splittrades hans rike omgående och dagens Pakistan regerades av två av hans generaler, satraperna Eudemus och Peithon, Efter Alexanders bortgång år 323 före Kristus delade hans generaler upp imperiet mellan sig. Makedoniern Seleucus upprättade Seleukiderna, vilket även sträckte sig över Indusdalen.. Omkring år 250 före Kristus bröt sig den östra delen av detta rike loss och bildade det Greko-baktriska kungadömet. På  310-talet f.Kr. erövrades området av Mauryariket. Efter Ashokas död kollapsade Mauryariket runt år 185 f.Kr. varpå Demetrios I av Baktrien invaderade området och grundlade det Indo-grekiska riket. Efter detta rikes sammanbrott runt år 10 övertog den indo-skytiska dynastin herravälde över regionen och avlöstes omkrimng år 100 av Indo-Partiska kungadömet,som efterträädes av kushanerna.f 

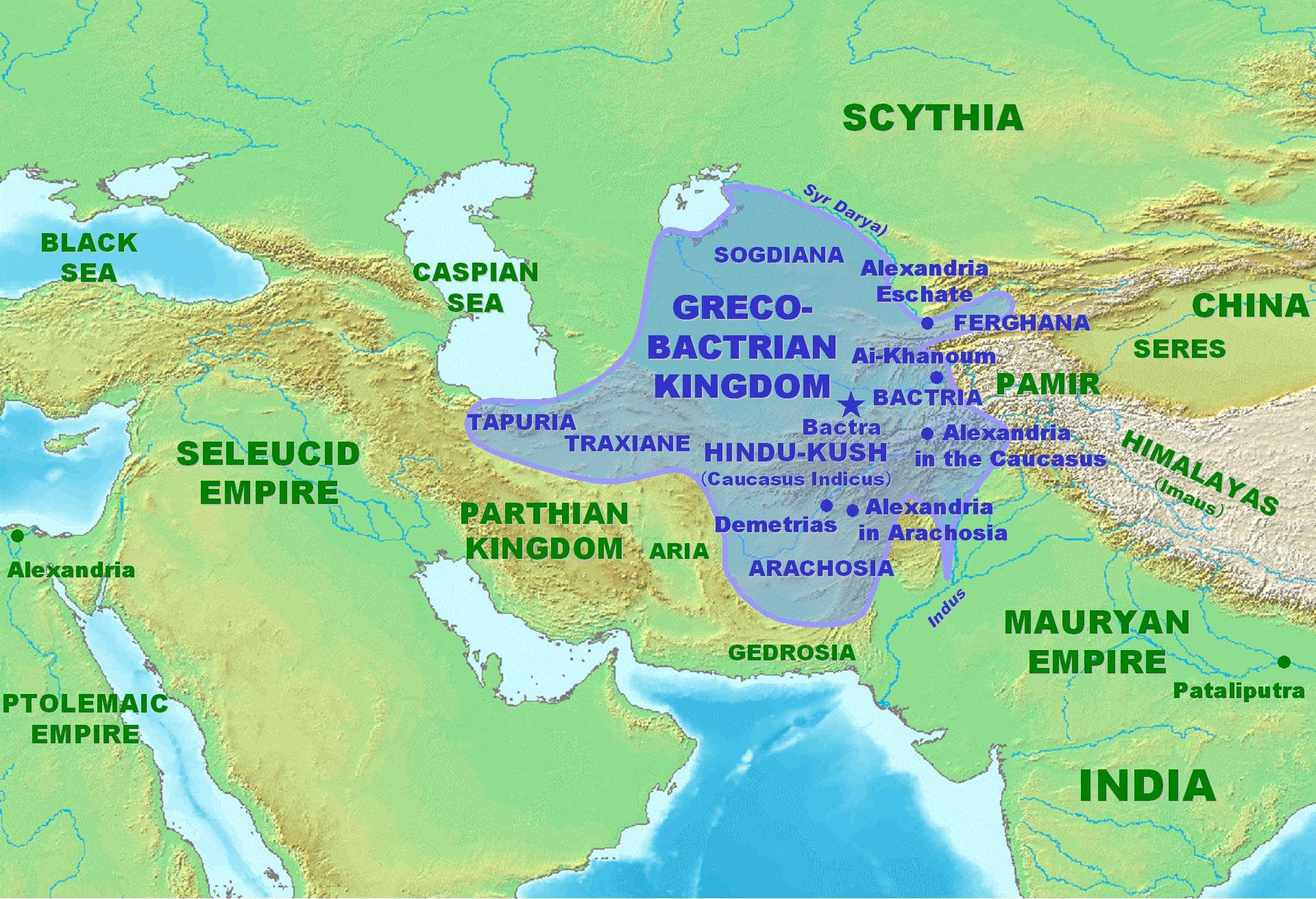
Det grekisk-baktriska kungariket i sin största utsträckning cirka 180 f. Kr.

### Medeltid fram till 700-talet
Gupta-imperiet existerade ungefärligen åren 320-600 efter Kristus och täckte då en stor del av den indiska subkontinenten, inklusive delar av nuvarande Pakistan. Dynastin räknas som en klassisk civilisation och perioden präglades i stort av fred, ökat välstånd, kulturell blomstring samt en rad vetenskapliga framsteg. Framstegen gjordes inom allt från ingenjörsvetenskap och upptäckter till astronomi, matematik och filosofi. Bland annat av dessa skäl kallas perioden för Indiens gyllene tid (Golden Age of India) Under dynastins kulturella höjdpunkt skapades magnifik arkitektur, skulpturer och målningar. Framstående vetenskapsmän var bland andra Kalidasa, Aryabhata, Varahamihira, Vishnu Sharma, Vatsyayana och Prashastapada. Det förekom också långväga handel och genom den påverkade Gupta-dynastin näraliggande regioner såsom Indokina och Malaysia-regionen. En viktig social förbättring gentemot tidigare epoker var också att "medborgarna" inte behövde ansöka hos myndigheterna om pass för att resa till de olika delarna av imperiet.

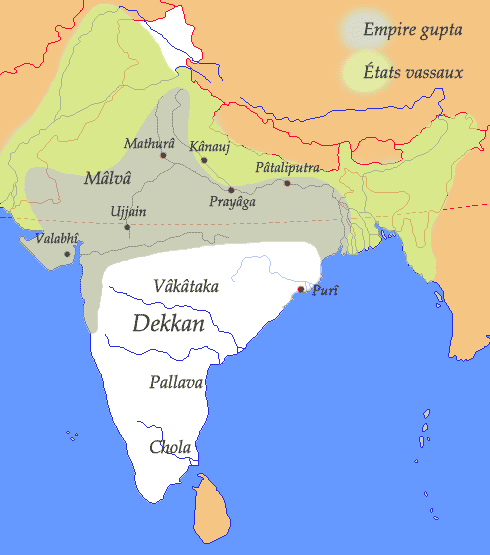
Gupta-imperiet då det var som störst (grått), inklusive vasallstater (grönt).

#### De vita hunnerna
De vita hunnerna, även kallade heftaliterna, var ett centralasiatiskt folk som vid mitten av 400-talet vandrade söderut och invaderade såväl nuvarande Afghanistan som Indien. Den persiska sassaniddynastin besegrades 454 och 455 nådde man Indien. Där la man under sig norra delen av riket, Punjab, Gujarat och Malwa intogs till exempel år 510, och man höll sig kvar i norra Indien till år 527. Hunnernas välde besegrades slutgiltigt år 562.[källa behövs]
Fram till perserrikets fall vid mitten på 600-talet befann sig nuvarande Pakistan i gränsområdet mellan persisk och indisk kultur och påverkades kuturellt från båda håll. Indo-partisanerna och kushanerna på den indiska platån medan det persiska Sassanidimperiet dominerade i södra och sydvästra Pakistan. Blandningen mellan indiska och persiska kulturer i regionen gav upphov till en speciell sassanitisk kultur, vilken var särskilt stark i Balochistan och i västra Punjab.[källa behövs]

## Islamiska perioden

### Arabisk erövring och islams spridning
Den arabiske härföraren Muhammad ibn Qasim erövrade området år 711 vilket i dagens officiella historieskrivning betecknar grunden för Pakistan. Efter den islamska erövringen spreds islam i regionen och sufiska missionärer bidrog till att konvertera större delen av befolkningen. Därpå följde en lång rad muslimska dynastier och riken, inte minst under Delhisultanatet (1206-1526), innan Mogulriket övertog kontrollen, vilket medförde en indo-persisk kulturell guldålder. 

### Mogulriket

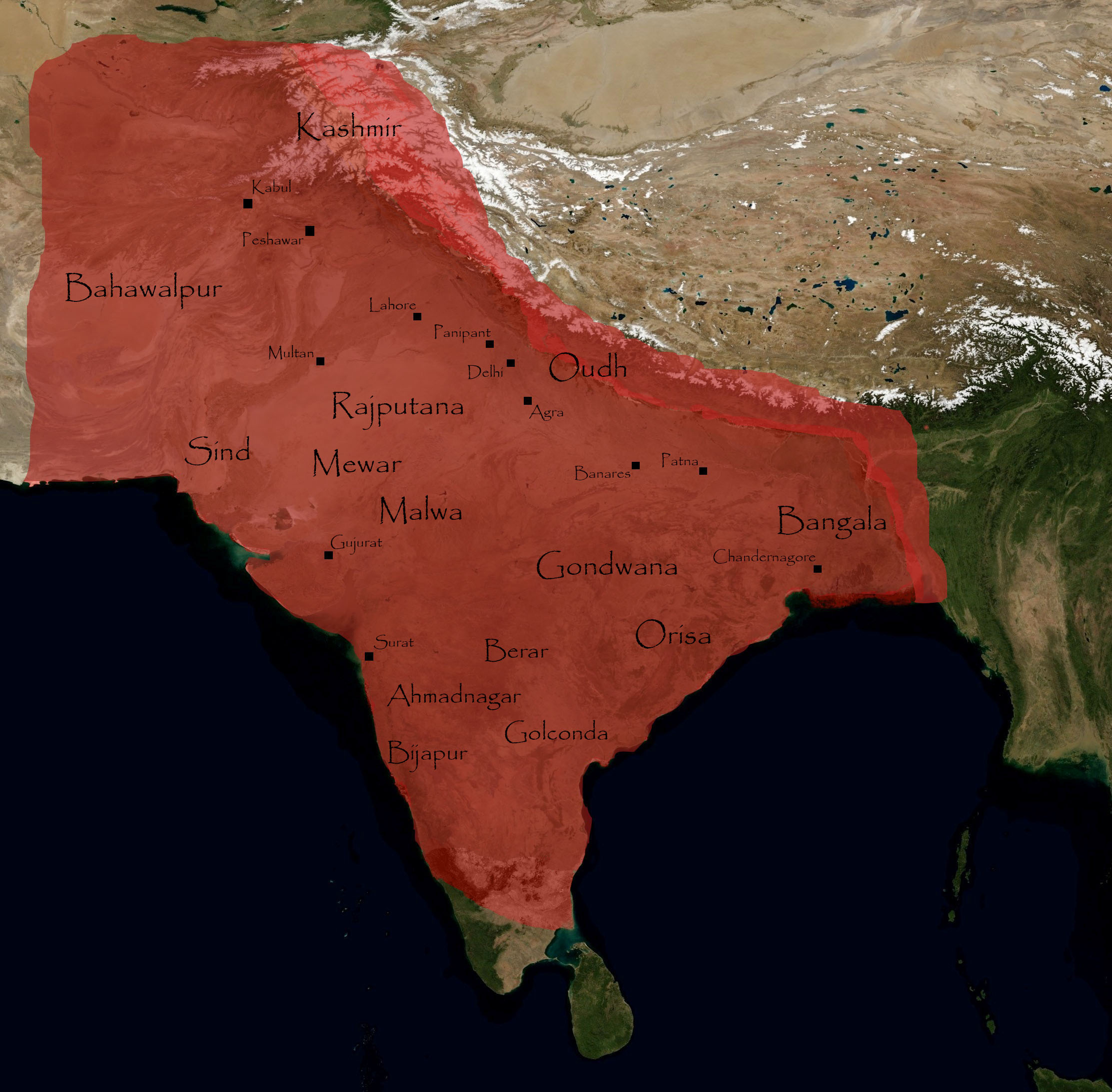
Mogulriket 1707

Mogulriket var ett rike som när det var som störst sträckte sig över hela Sydasien. Under 1700-talet försvagades Mogulriket gradvis och i maktvakuumet bildades Sikhiska riket som under 1800-talets första hälft erövrades av det Brittiska Ostindiska Kompaniet, vars kolonialherravälde även sträckte sig till dagens Pakistan. I försvagad form bestod mogulriket till 1858 då Indien, inklusive nuvarande Pakistan, blev en besittning under brittiska kronan.  

### Persisk och afghansk överhöghet

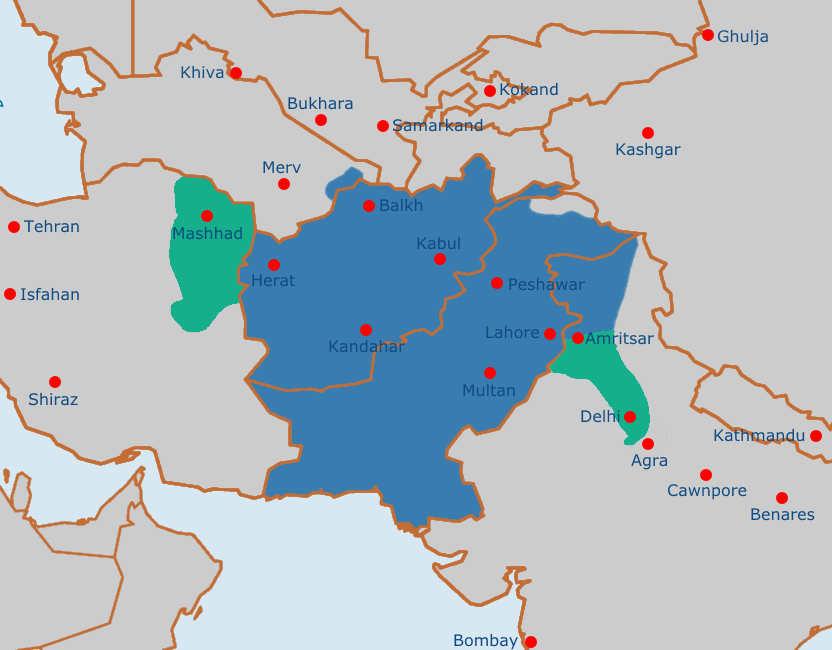
Ahmed Durranis afghanska rike 1747

1739 erövrade den persiske kejsaren Nader Shah merparten av Baluchistan och Indusdalen. 
Efter Nader Shahs bortgång upprättades Durranikungadömet 1747 av en av hans generaler, den pashtunske stamhövdingen Ahmad Shah Abdali. Han tog sig hederstiteln Durr-e Dauran ("Pärlornas pärla") och Abdali-stammen tog då namnet Durrani. Ahmed Durrani räknas idag som den afghanska statens grundare. Han hade ambitionen att bygga ett imperium, invaderade Indien flera gånger och plundrade Delhi, Amritsar och Agra. Han dog 1772 och efterträddes av sin son Timur Shah Durrani som 1775 flyttade huvudstaden från Kandahar till Kabul. Durannikungadömet inkluderade större delen av nuvarande Pakistan: Kashmir, Peshawar, Daman, Multan, Sind och Punjab.

## Brittiska imperiet
Det brittiska styret över den indiska subkontinenten kan delas upp i perioden före och efter det blodiga Sepoyupproret, som var ett vredesutbrott grundat på känslan av sociala orättvisor och sårade religiösa känslor. Innan detta uppror förvaltades de brittiska territorierna på kontinenten av Brittiska Ostindiska Kompaniet. Efter upproret tog det brittiska parlamentet (den 2 augusti 1858) ett beslut som innebar att subkontinenten istället blev en besittning under den brittiska kronan. Brittiska Indien omfattade nuvarande Indien, Pakistan, Bangladesh, Myanmar och Sri Lanka.

### Självständighetsrörelsen: 1850-talet-1947
1906 grundades organisationen All India Muslim Leage för att försvara de muslimska intressena i de muslimskt dominerade delarna av Indien som då var ännu var en brittisk koloni. Under slutet av 1930-talet ökade organisationens popularitet. Rörelsen leddes då av Muhammed Ali Jinnah, som anses vara Pakistans grundare och som i Pakistan bär hederstiteln Quaid-e-Azam (Den store ledaren). Jinna betraktas som landets grundare eftersom han lanserade tvånationslösningen och eftersom han lyckades få organisationen att ställa sig bakom detta krav i Lahoredeklarationen 1947. Deklarationen krävde upprättandet av två oberoende stater för muslimer i den östra och västra delen av Brittiska Indien. Jinna dog själv 1948, ett år efter Pakistans tillkomst.

## Det självständiga Pakistan

### Första demokratiska eran (1947-1958)

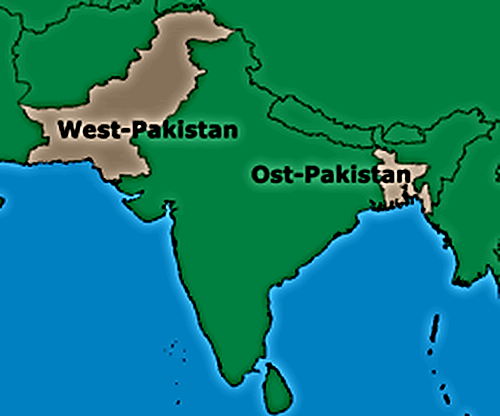
Väst- och Östpakistan innan delningen 1971.

Pakistan bildades som självständig stat 14 augusti 1947 i samband med att Brittiska Indien upplöstes. Dåvarande Pakistan bestod då av två geografiskt skilda regioner, Västpakistan och Östbengalen (sedermera Östpakistan). Redan 1948 deklarerade den pakistanske ledaren Jinnah i Dhaka att urdu skulle bli det enda officiella statsspråket i Pakistan, vilket ledde till omfattande protester i landets östra region.

### Första militära eran (1958-1971)
Perioden avslutades med att Östpakistan blev självständigt och tog sig namnet Bangladesh.

### Andra demokratiska eran (1971-1977)
Då general Yahya Khan lämnade över makten till Zulfikar Ali Bhutto, grundaren av landets dominerande parti Pakistan Peoples Party (PPP), övergick landet till civilt styre igen. Ali Bhutto var president 1971-1973 och premiärminister 1973-1977. 1979 dömdes han till döden av den högsta domstolen för att ha godkänt ett mord på en politisk opponent. En kritiserad dom där de i juryn som ville fria honom hoppade av eller kände sig sjuka när domen skulle falla.

### Andra militära eran (1977-1988)
Pakistan hade under kriget varit allierat med USA. Då Sovjetunionen invaderade Afghanistan förnyades och fördjupades denna amerikansk-pakistanska allians. 

### Tredje demokratiska eran (1988-1999)

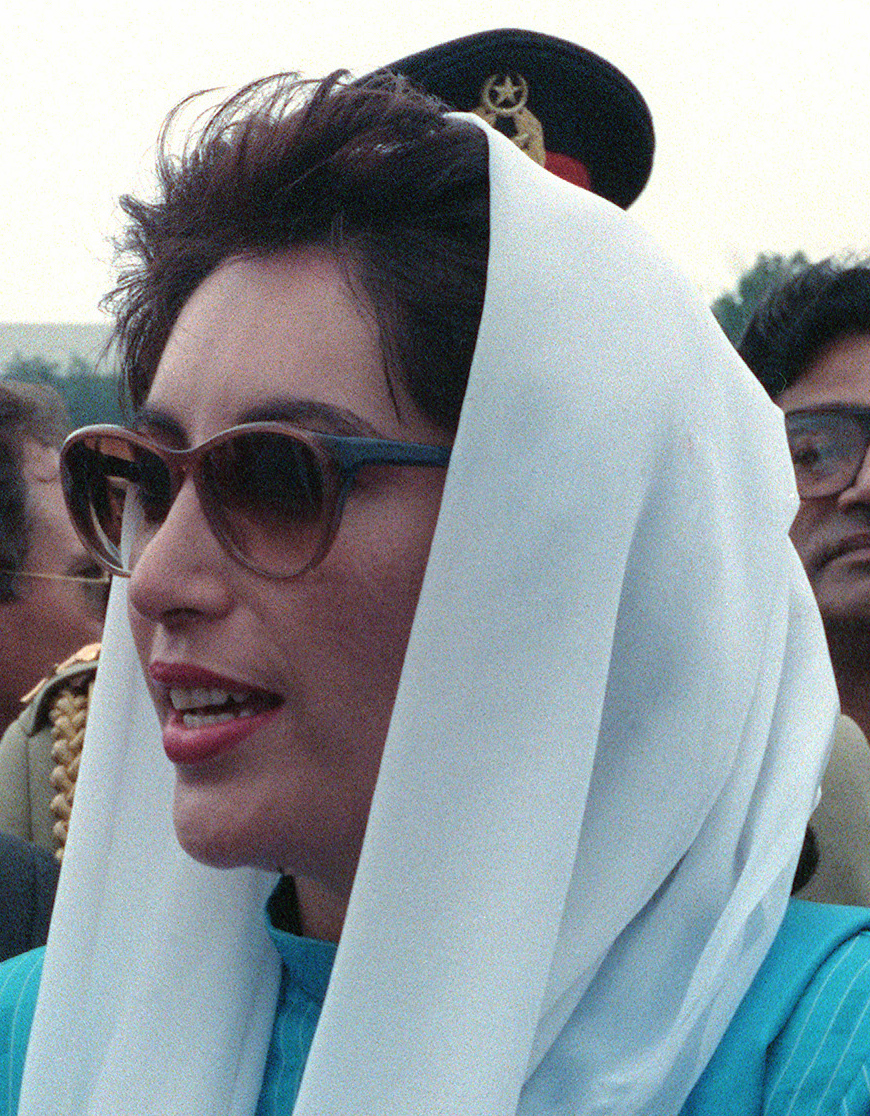
Benazir Bhutto 1988.

1988 till 1999 styrdes Pakistan av civila regeringar. Benazir Bhutto, som var den första kvinnliga ledaren för ett muslimskt land, och Nawaz Sharif valdes båda två gånger. Båda fick emellertid också lämna ifrån sig makten på grund av anklagelser om korruption. Under senare delen av 1990-talet var Pakistan en av tre länder som erkände Talibanregeringen och Mullah Mohammed Omar som legitima makthavare i Afghanistan.

### Tredje militära eran och mordet på Benazir Bhutto (1999 - 2007)
Efter en självvald exil på åtta år återvände Benazir Bhutto till Pakistan i oktober 2007 och ställde upp i presidentvalet 2008. Efter bara två månader i valkampanjen, den 27 december, föll hon offer för en självmordsbombare. Hon blev skjuten i nacken och dog tämligen omedelbart. I attacken dog även 20 ytterligare personer och många fler skadades, eftersom mördaren även utlöste en bomb i samband med skottet.

### Zardari vid makten (2008-2013)
Benazir Bhuttos make Asif Ali Zardari tog över ledningen av Pakistan Peoples Party (PPP) efter att hon mördats. Zardari har suttit 11 år i fängelse för mord och korruption. I september 2008 vann  Asif Ali Zardari  presidentvalet i Pakistan.  Zardari hade tidigare suttit fängslad i elva år för korruption och anklagades för andra grova brott. Själv sade han att anklagelserna var falska och politiskt motiverade.

### Nawaz Sharif (2013-2017)
I juli 2017 avgick Pakistans premiärminister  Nawaz Sharif på grund av misstänkta kopplingar till skatteparadis. Fallet var inte helt unikt i Pakistan. Ingen av Pakistans premiärministrar hade nämligen någonsin suttit i sitt ämbete en hel premiärministerperiod. Det var andra gången en sittande premiärminister i Pakistan diskvalificeras av en dom i Högsta domstolen. Nawaz Sharif själv hade också redan två gånger tidigare tvingats bort från premiärministerposten i förtid.

### Imran Khan (2018-)
Sedan augusti 2018 har Pakistan styrts av premiärminister Imran Khan, vars regering domineras stort av hans eget parti Pakistans rörelse för rättvisa (PTI). I parlamentsvalet i juli samma år lyckades Khan locka såväl unga stadsbor som konservativa islamister med löften om allt från korruptionsbekämpning inom eliten till stöd för Pakistans omstridda hädelselagar.